# Scleropogon helvolus
Scleropogon helvolus är en tvåvingeart som beskrevs av Friedrich Hermann Loew 1874. Scleropogon helvolus ingår i släktet Scleropogon och familjen rovflugor. Inga underarter finns listade i Catalogue of Life.